# 필립 해먼드

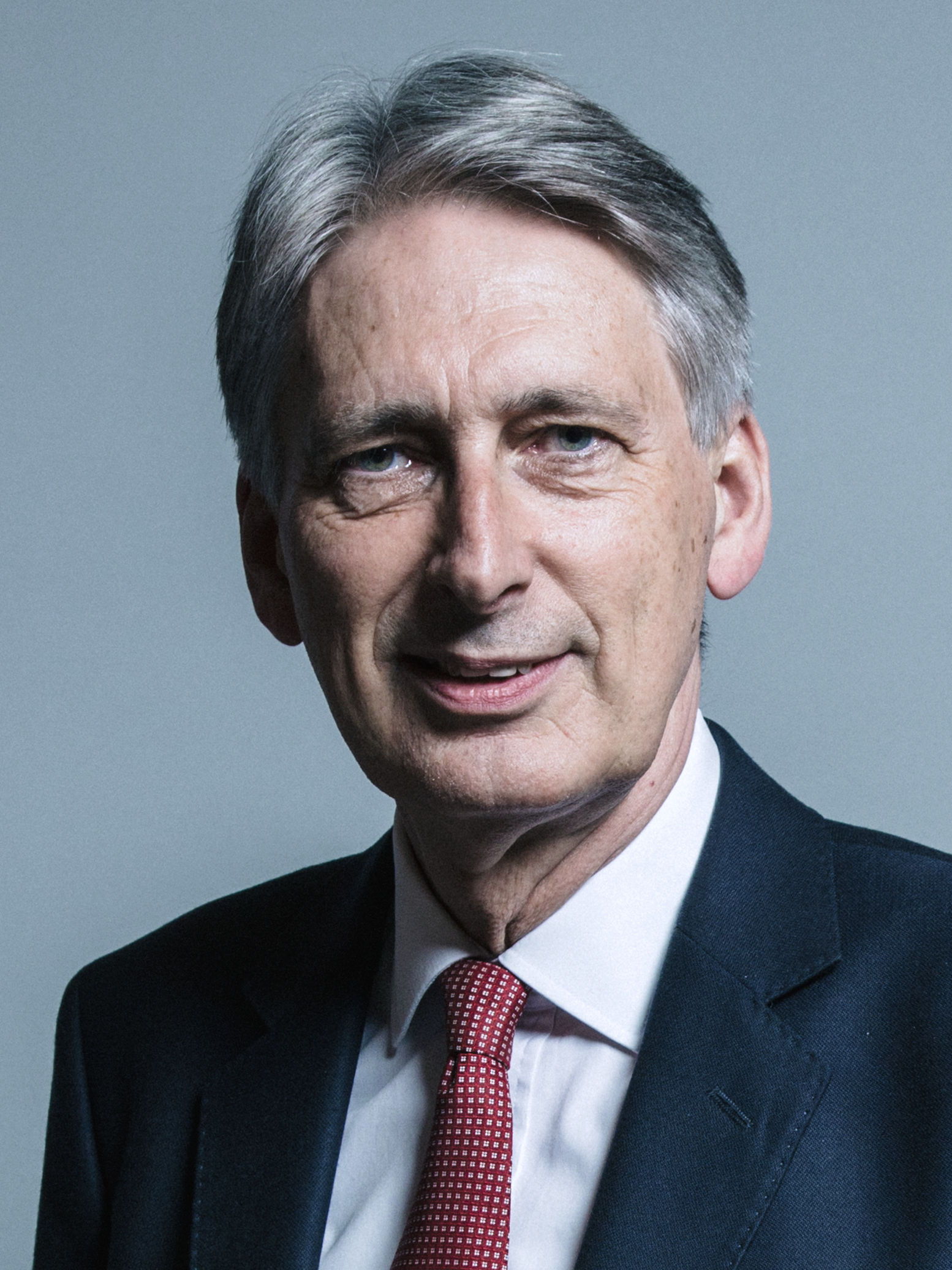
해먼드오브러니미드 경

해먼드오브러니미드 남작 필립 해먼드(Philip Hammond, Baron Hammond of Runnymede, PC)는 영국의 정치인, 일대귀족이다. 보수당원으로 영국의 외무장관, 국방장관을 지냈다. 현재는 영국의 재무장관을 역임하고 있다.